# Storoksen
Storoksen est une île norvégienne du comté de Hordaland appartenant administrativement à Askøy.

## Description
Rocheuse et désertique à l'exception de légers bosquets au nord-est, elle s'étend sur environ 539 m de longueur pour une largeur approximative de 381 m.  